# Markišavci
Markišavci – wieś w Słowenii, w gminie miejskiej Murska Sobota. W 2018 roku liczyła 180 mieszkańców. 